# Sépeaux-Saint Romain
Sépeaux-Saint Romain est, depuis le 1er janvier 2016, une commune nouvelle française située dans le département de l'Yonne en région Bourgogne-Franche-Comté.

## Géographie

### Climat
Pour des articles plus généraux, voir Climat de la Bourgogne-Franche-Comté et Climat de l'Yonne.
En 2010, le climat de la commune est de type climat océanique dégradé des plaines du Centre et du Nord, selon une étude du Centre national de la recherche scientifique s'appuyant sur une série de données couvrant la période 1971-2000. En 2020, Météo-France publie une typologie des climats de la France métropolitaine dans laquelle la commune est exposée à un climat océanique altéré et est dans une zone de transition entre les régions climatiques « Nord-est du bassin Parisien » et « Centre et contreforts nord du Massif Central ».
Pour la période 1971-2000, la température annuelle moyenne est de 10,9 °C, avec une amplitude thermique annuelle de 15,8 °C. Le cumul annuel moyen de précipitations est de 736 mm, avec 11,7 jours de précipitations en janvier et 7,8 jours en juillet. Pour la période 1991-2020, la température moyenne annuelle observée sur la station météorologique de Météo-France la plus proche, « Cudot_sapc », sur la commune de Cudot à 6 km à vol d'oiseau, est de 11,7 °C et le cumul annuel moyen de précipitations est de 765,6 mm. 
La température maximale relevée sur cette station est de 42 °C, atteinte le 25 juillet 2019 ; la température minimale est de −13 °C, atteinte le 20 décembre 2009,,.
Les paramètres climatiques de la commune ont été estimés pour le milieu du siècle (2041-2070) selon différents scénarios d'émission de gaz à effet de serre à partir des nouvelles projections climatiques de référence DRIAS-2020. Ils sont consultables sur un site dédié publié par Météo-France en novembre 2022.

## Urbanisme

### Typologie
Au 1er janvier 2024, Sépeaux-Saint Romain est catégorisée commune rurale à habitat très dispersé, selon la nouvelle grille communale de densité à sept niveaux définie par l'Insee en 2022.
Elle est située hors unité urbaine. Par ailleurs la commune fait partie de l'aire d'attraction de Joigny, dont elle est une commune de la couronne,. Cette aire, qui regroupe 14 communes, est catégorisée dans les aires de moins de 50 000 habitants,.

## Histoire
Créée par un arrêté préfectoral du 8 décembre 2015, elle est issue du regroupement des deux communes de Saint-Romain-le-Preux et Sépeaux qui deviennent des communes déléguées. Son chef-lieu est fixé à Sépeaux.

## Politique et administration
Jusqu'aux prochaines élections municipales de 2020, le conseil municipal de la nouvelle commune est constitué de l'ensemble des conseillers municipaux des anciennes communes. Un nouveau maire est élu début 2016. Les maires actuels des communes deviennent maires délégués de chacune des anciennes communes.

## Démographie
| Nom                   | Code Insee | Intercommunalité | Superficie (km2) | Population (dernière pop. légale) | Densité (hab./km2) |
| --------------------- | ---------- | ---------------- | ---------------- | --------------------------------- | ------------------ |
| Sépeaux (siège)       | 89388      | CC de Jovinien   | 19,91            | 422 (2013)                        | 21                 |
| Saint-Romain-le-Preux | 89366      | CC de Jovinien   | 10,36            | 192 (2013)                        | 19                 |

## Culture locale et patrimoine

### Lieux et monuments
- Ecole
- Boîte de Nuit
- Salle Polyvalente
- Eglises

- Monuments aux morts

### Personnalités liées à la commune
- Henriette Hanotte (1920-2022), résistante belge née à Sépeaux-Saint Romain.

## Économie

### Activités
- Agriculture
- Maraîchage
- Pisciculture

### Loisirs
- Lotos
- Kermesses des écoles
- Vide-Greniers
- Méchouis
- Fête de la Pomme
- Aire de Jeux
- Stade de Football
- Soirées Dansantes, etc.